# Eberswalde
Eberswalde je město v německém spolkovém státě Braniborsko, leží zhruba 50 km severovýchodně od metropole Berlína.
Žije zde 42 750 lidí (podle informací z června 2007). Město obklopují velké lesy, bývá proto často přezdíváno Waldstadt (německy doslovně lesní město). V časech NDR se jednalo o významné průmyslové centrum v zemi. V dnešní době je to jedno ze tří měst v celém Německu, kde se nachází trolejbusová síť.
Narodil se zde a vraždil Ervín Hagedorn. V letech 1969–1971 zabil nožem 3 chlapce ve věku 9–12 let. Jeho motiv byl sexuální. Případ je mimořádný z několika hledisek. V jeho případu němečtí kriminalisté poprvé sestavili psychologický profil vraha. Po dopadení bylo provedena rekonstrukce na místě činů a při té příležitosti vznikl vzdělávací dokumentární film. Byl odsouzen k trestu smrti zastřelením. Jedná se o posledního popraveného člověka v NDR (civilní trest smrti).

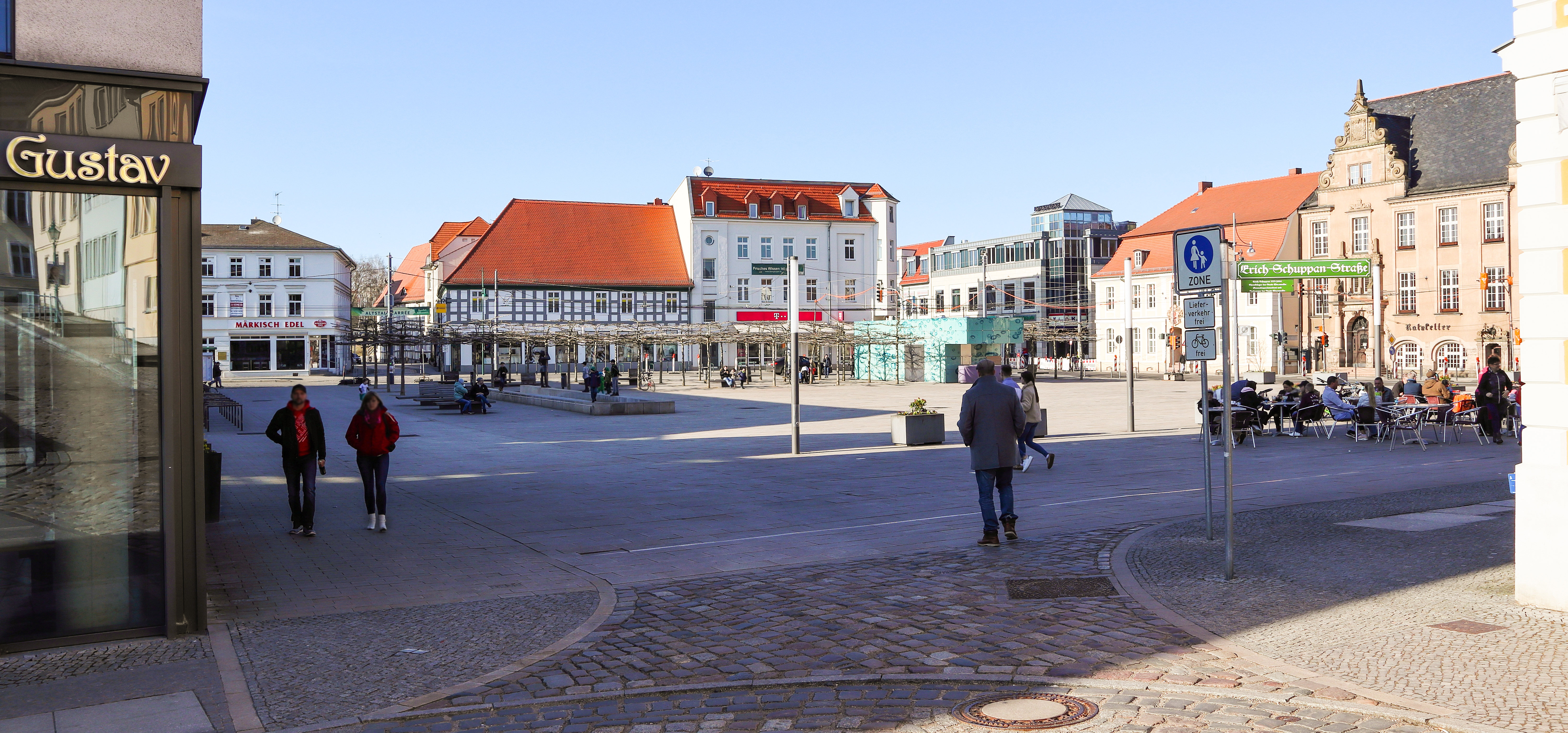
Náměstí
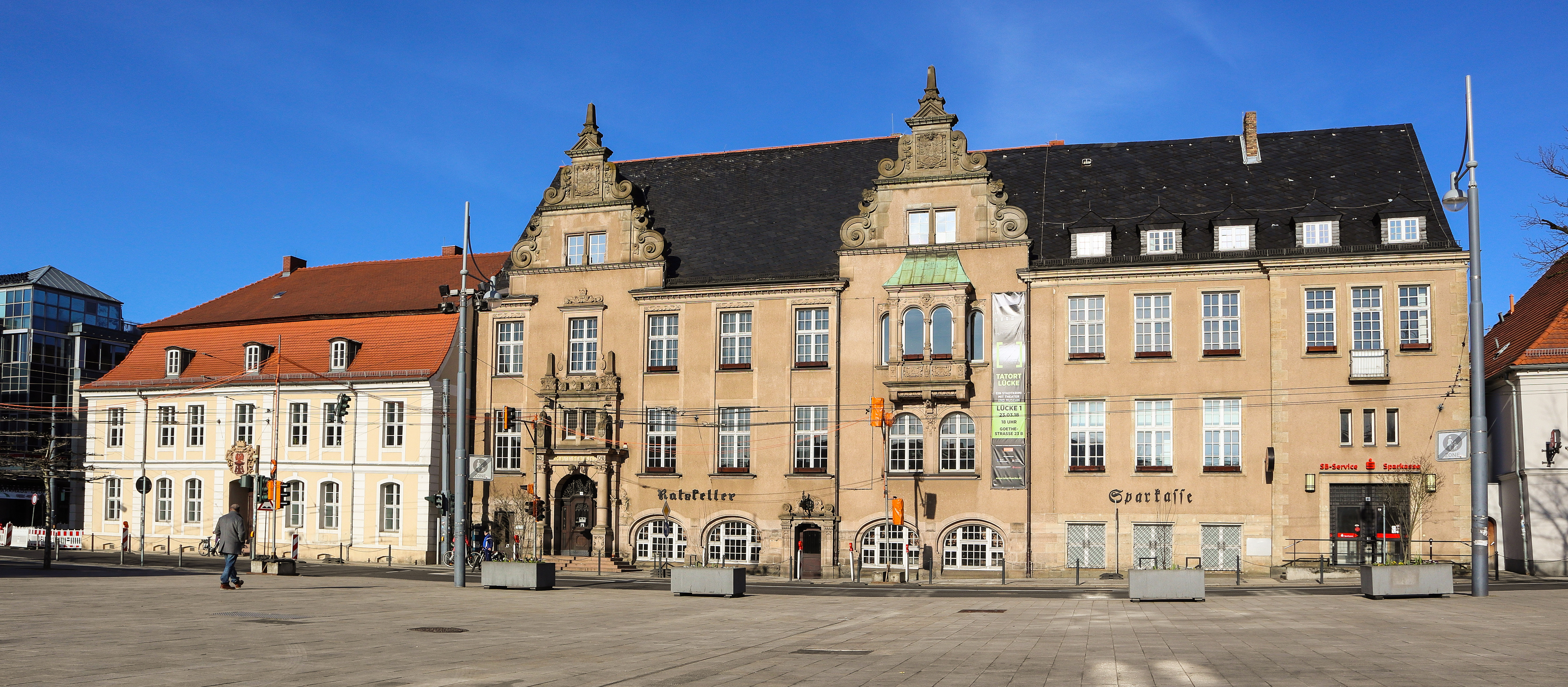
Radnice
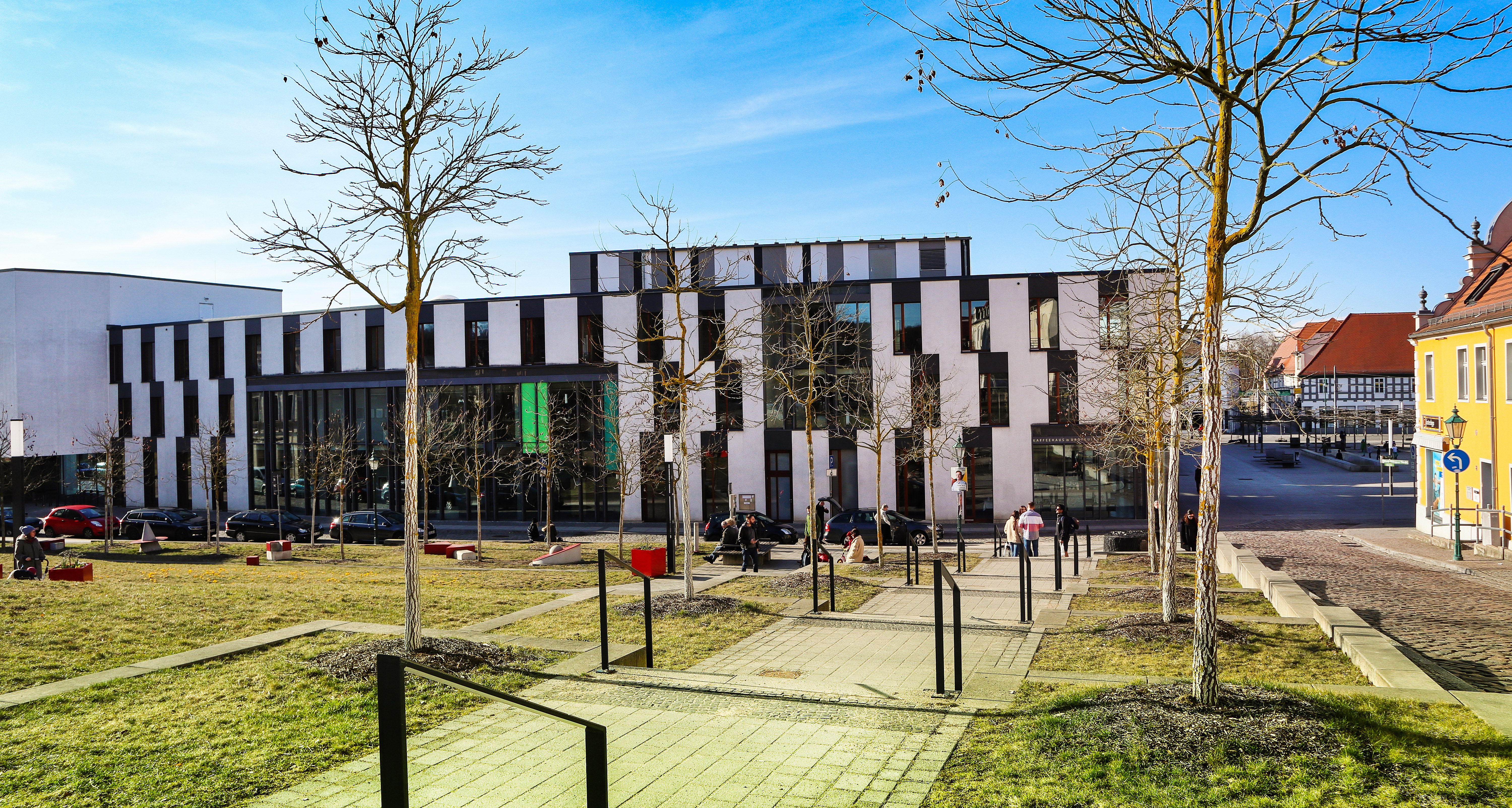
Budova okresní správy
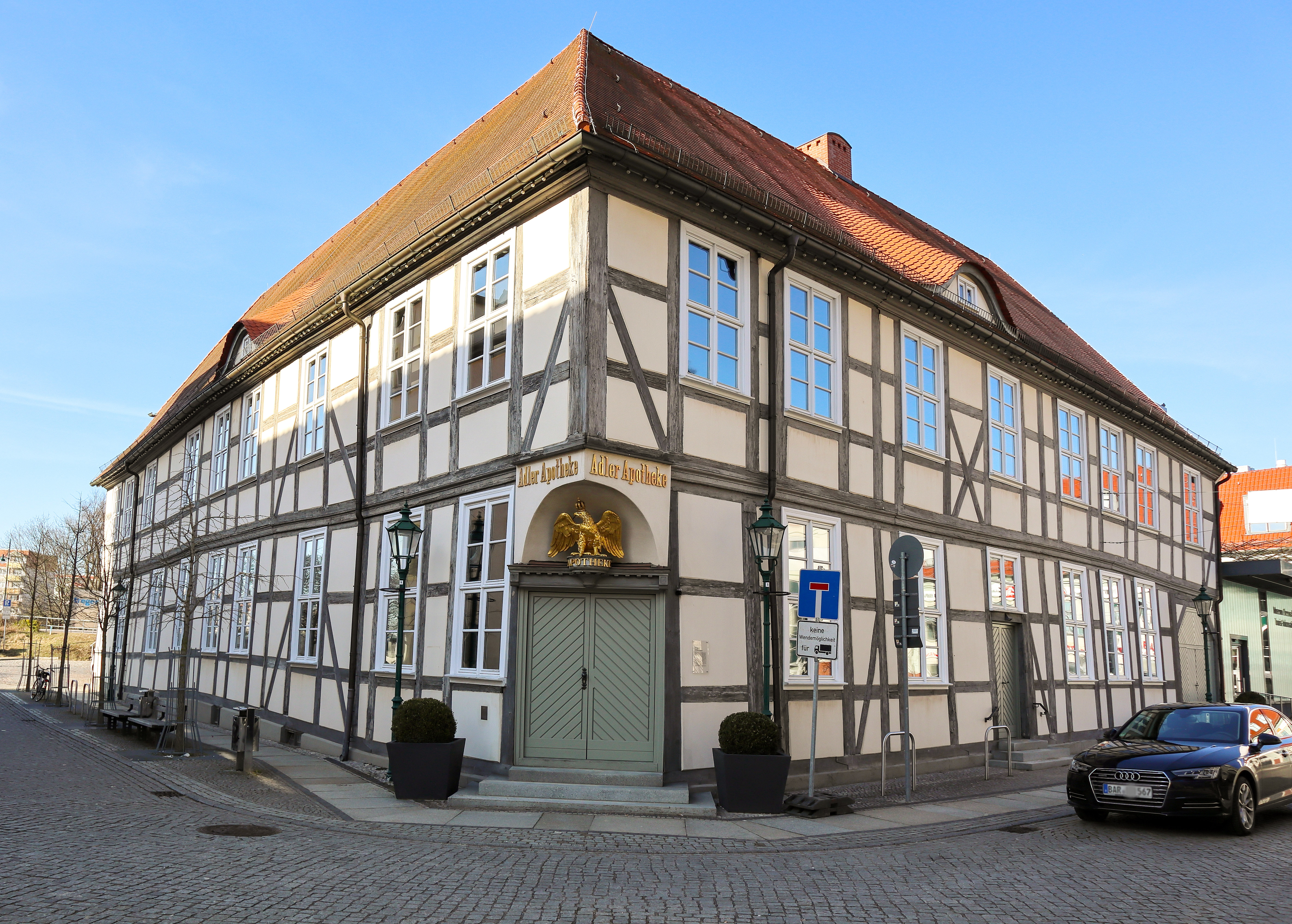
Muzeum města a městské informace

## Geografie
Sousední obce: Britz, Chorin, Niederfinow, Hohenfinow, Breydin, Melchow a Schorfheide.

## Politika

### Starostové
- 1990–1995 Hans Mai (SPD)[1]
- 1995–2006 Reinhard Schulz (parteilos)
- seit 2006 Friedhelm Boginski (FDP)

## Partnerská města
- Delmenhorst, Dolní Sasko, Německo
- Gorzów Wielkopolski, Polsko
- Herlev, Dánsko